# Doomtrooper
Doomtrooper est un jeu de cartes à collectionner (CCG) situé dans l'univers de Mutant Chronicles.
Le mot Doomtrooper, traduit dans la version française du jeu de rôle par Commandos de la Mort, se réfère aux troupes d'élite des mégacorporations de Mutant Chronicles spécialement destinées à la lutte contre les Légions Obscures.

## Le fonctionnement du jeu
À la manière de Magic : l'assemblée, chaque joueur incarne un commandant d'armée dont le but est d'éliminer son ou ses adversaires. Chaque joueur utilise des unités combattantes pour attaquer son adversaire et défendre ses propres points de vie.

## Extensions
Entre 1994 et 1997, Doomtrooper a reçu six extensions officielles. Il s'agit, dans l'ordre chronologique, de :

### Inquisition
Cette extension de 175 cartes (79 C et 96 U) est surtout orientée Confrérie et Légions Obscures et se présente sous la forme de booster de 8 cartes contenant chacun 6 cartes communes et 2 peu communes. Particularité, c’est une extension limitée et qui n’est plus disponibles à l’achat car épuisée en France. Cependant, on peut les trouver en VO sur Internet via des sites d’enchères.
Dans cette extension, apparaît un nouveau type de carte : la relique. Cette relique est unique et c’est pourquoi un seul exemplaire à la fois peut être présent dans l’escouade et/ou la cohorte. Avant de pouvoir les utiliser, le joueur doit avoir déployé la carte spéciale collectionneur averti. Chaque Mégacorporation a sa relique qui une fois attribuée au combattant lui confère des bonus divers (bonus de caractéristique de combat le plus souvent).
Côté Confrérie, un nouveau mystère, le mystère de l’invocation permet de rechercher et de  prendre dans la défausse ou la pioche une carte objet, combattant, fortification, relique ou personnalité (selon la carte d’invocation jouée). La carte choisie est alors déployée dans l’escouade. En plus de ce nouveau mystère, la Confrérie se voit attribuer plusieurs reliques aux effets divers mais surtout leur combattant le plus puissant en force brute : Cardinal Durand.
Côté Légions Obscures, là aussi plusieurs reliques qui peuvent être dévastatrices quand elles sont utilisées judicieusement. Mais le gros renfort vient des Apôtres. On trouve ainsi  Algeroth – le techno-maître, Demnogonis – le contaminateur, Ilian – la dame du vide, Muawijhe – le maître des visions, Semaï – le maître du mensonge. Ils sont déployés sous forme de combattant et confèrent des avantages tactiques qui peuvent être décisifs. En plus des apôtres, est présente la grande obscurité maîtresse de tous les apôtres : Ce qui ne doit pas être nommé qui une fois déployée permet à tous les combattants LO de tuer les commandos de la mort à la première blessure. Seul inconvénient, le coût des apôtres (20PD) et de leur maîtresse (25PD).
Enfin, côté Mégacorporations ce sont Cybertronic et Bauhaus qui s’en sortent le mieux avec chacun 2 combattants puissants. Droïde de combat eradicator et Vince Diamond pour Cybertronic ; Char d’assaut Grizzly et Maréchal Vénusien pour Bauhaus.

### Warzone
Cette extension de 131 cartes est orientée sur les Mégacorporations qui avaient été un peu délaissées dans Inquisition.
La principale nouveauté de Warzone est l'introduction de Zones de guerre, qui peuvent être positionnées à l'arrière des unités combattantes d'un joueur. Lorsque l'un des combattants du joueur se fait attaquer, il peut choisir de se défendre depuis une zone de guerre et ainsi bénéficier de modificateurs (positifs ou négatifs) à ses caractéristiques de combat. Pour pouvoir déployer des Zones de guerre, le joueur doit au préalable jouer la carte spéciale Maître Tacticien.
Chaque Mégacorporation se voit ainsi attribuer une Zone de guerre Cavernes adamantines de Mercure pour Mishima, Cyberopolis pour Cybertronic, Jungle Vénusienne pour Bauhaus, Ligne McCraig pour Capitol, Victoria pour Impérial.
En plus de la Zone de guerre, chaque Mégacorporation se voit attribuer au moins un Officier Capitaine, un Officier Sergent et un Dirigeant Corporatiste. L’Officer Sergent peut être assigné à un autre combattant de la même Mégacorporation et lui confère ainsi un bonus de + 4 à toutes ses caractéristiques de combat. L’Officier Capitaine permet à tous les combattants de sa Mégacorporation de tuer leurs adversaires à la première blessure. Les Dirigeants Corporatistes sont les représentants des différentes Mégacorporations et sont l’équivalent des Apôtres des Légions Obscures dans Inquisition. Chaque Dirigeant Corporatiste permet de convertir toutes les actions en attaque pour les combattants de la Mégacorporation qu’il représente.
Les Dirigeants Corporatistes sont : Général Constance Romanov pour Bauhaus, Maréchal Johnstone pour Impérial, Président Charles W. Colding pour Capitol, Seigneur Nozaki pour Mishima, Le 19e Président pour Cybertronic. Chaque Dirigeant Corporatiste coûte 20PD.
Enfin, on ne peut pas parler de l'extension warzone sans mentionner le Biogéant qui est le combattant le plus puissant (en force brute) de tout Doomtrooper mais, revers de la médaille, le plus cher aussi (20PD).

### Mortificator
Mortificator est principalement centré sur les Mortificateurs et plus généralement la Confrérie. En effet, une grande partie des équipements va être consacrée à ces combattants (mortifieurs) qui vont se voir attribuer des poisons aux effets plus ou moins dévastateurs. De plus, on y trouve le chef spirituel de la Confrérie Esprit de Nathaniel qui a la particularité, entre autres, de pouvoir détruire les Apôtres des Légions Obscures contre 4 points d'action. 
De leur côté, les Légions Obscures se voient attribuer un combattant qui peut être redoutable : Golgotha le Déchainé. Celui-ci ne peut être attaqué qu'au corps à corps et blessé uniquement par une relique ce qui peut compliquer la tâche.
Pout finir, sur les 112 cartes qui composent cette extension (58C et 64 UC), la grande majorité est constituée de cartes spéciales et d'équipement, tandis que peu d'entre elles sont de nouvelles unités combattantes. C'est pourquoi cette extension permet surtout d'élargir la palette tactique plutôt que d'agrandir les rangs de l'escouade ou de la cohorte.

### Golgotha
Parmi d'autres nouveautés, Golgotha ajoute les cartes Alliance, qui donnent à l'ensemble des unités combattantes d'une certaine affiliation un bonus particulier. Celle de la mégacorporation Capitol, par exemple, permet de déployer n'importe quel combattant sans dépenser de point d'action.

### Apocalypse
Apocalypse regorge de cartes spéciales dédiées à la mégacorporation Mishima, dont de nombreux équipements spéciaux, de nouveaux combattants et surtout les pouvoirs Ki.
Cette extension ajoute aussi un nouveau concept de classement des cartes, selon leur capacité à revenir en jeu après avoir été défaussées ou leur retrait définitif de la partie.

### Paradise Lost
La création de l'extension Paradise Lost a donné lieu à une nouvelle addition à l'univers de Mutant Chronicles : le sort des humains restés sur Terre après l'Exode. Elle introduit donc quatre nouvelles affiliations, les différentes tribus de la Terre, et les cartes Bêtes qui, à la manière de véhicules, peuvent être montées par des combattants. C'est la dernière réelle extension, certaines des idées proposées dans cette extension n'ont pas eu l'effet escompté (ex: L'avant poste), ce qui acheva la série Doomtrooper, les fans ayant accueillit très froidement cette nouvelle extension.

### Extensions de fans
Par la suite, plusieurs extensions développées par des fans sont apparues.

## Liens
- (en) http://www.thewinternet.com/doomtrooper/, le site officiel de Doomtrooper, qui n'est plus mis à jour depuis 2002, mais est toujours en ligne : c'est son créateur qui l'héberge.